# Iznalloz
Iznalloz ist eine Gemeinde in der Provinz Granada im Südosten Spaniens mit 5.154 Einwohnern (Stand: 2024). Die Gemeinde ist der Hauptort der Comarca Los Montes.

## Geografie
Die Gemeinde liegt im Norden der Provinz und grenzt an Albolote, Benalúa de las Villas, Campotéjar, Cogollos de la Vega, Colomera, Deifontes, Diezma, Guadahortuna, Huétor de Santillán, Montejícar, Montillana, Noalejo und Píñar.

## Geschichte
In den Höhlen, die das Dorf umgeben, sind prähistorische Malereien und Werkzeuge zu finden. Es wird vermutet, dass sich hier die Iberer niedergelassen haben. Die Einwohner von Iznalloz führen ihren Ursprung auf die Römer zurück und nennen sich Acatuccitanos, nach Acatucci, dem römischen Namen für das Dorf. Römische kaiserliche Soldaten errichteten eine Garnison auf dem Hügel in der heutigen Altstadt des Dorfes und bauten eine Brücke über den Fluss, die immer noch in Betrieb ist. Der Ursprung des heutigen Namens Iznalloz geht auf das arabische Hisn Allauz zurück, was so viel wie „Burg der Mandelbäume“ bedeutet. Von der Burg sind nur noch die Ruinen erhalten, aber sie war Teil der maurischen Verteidigungslinie in den letzten Tagen der Reconquista. Im Jahr 1486 fiel das Dorf in christliche Hände.

## Wirtschaft
Die Landwirtschaft ist und war schon immer die Haupteinnahmequelle von Iznalloz, und der Olivenanbau ist bei weitem die häufigste landwirtschaftliche Tätigkeit in der Gemeinde. Einige der besten Olivenöle Spaniens werden in dieser Region hergestellt. Das Gebirge Sierra Arana ist besonders malerisch und verfügt über zahlreiche Höhlen, welche Touristen anlocken.